# Tuensang (huyện)
Huyện Tuensang là một huyện thuộc bang Nagaland, Ấn Độ. Thủ phủ huyện Tuensang đóng ở Tuensang. Huyện Tuensang có diện tích 4228 ki lô mét vuông. Đến thời điểm năm 2001, huyện Tuensang có dân số 414801 người.